# 福島県道54号須賀川三春線
福島県道54号須賀川三春線（ふくしまけんどう54ごう すかがわみはるせん）は、福島県須賀川市から郡山市を経て田村郡三春町に至る県道（主要地方道）である。

## 概要

### 路線データ
- 起点 - 須賀川市本町
- 終点 - 田村郡三春町八幡町
- 総延長 - 22.817km
  - 実延長 - 22.721km[1]

## 歴史
- 1982年4月1日 - 建設省告示第935号が公布され、県道須賀川三春線、須賀川二本松線の一部が主要地方道須賀川三春線として指定される。
- 1982年（昭和57年）4月1日 - 福島県によって現在の県道路線と路線名が認定される[2]。
- 1993年（平成5年）5月11日 - 建設省から、県道須賀川三春線が須賀川三春線として主要地方道に指定される[3]。

## 路線状況

### 通称
- 松明通り（須賀川市中町 - 同市北町）

### 重用路線
- 福島県道355号須賀川二本松線（須賀川市本町（起点） - 同市北町）
- 福島県道65号小野郡山線（郡山市中田町高倉字倉屋敷 - 同市中田町高倉字下ノ沢）

## 地理

### 通過する自治体
- 須賀川市 - 郡山市 - 田村郡三春町

### 交差する道路
- 須賀川市
  - 福島県道63号古殿須賀川線（旧国道118号）・福島県道355号須賀川二本松線 白河方面（本町 起点）
  - 福島県道355号須賀川二本松線 郡山方面（北町）
  - 福島県道233号雲水峰江持線（江持字下川端）
- 郡山市
  - 福島県道182号磐城守山停車場線（田村町守山字中町）
  - 福島県道110号田村安積線（田村町守山字大町）
  - 国道49号（田村町山中字本郷（田村神社入口交差点））
  - 福島県道65号小野郡山線 郡山市街地方面（中田町高倉字倉屋敷）
  - 福島県道65号小野郡山線 小野方面（中田町高倉字下ノ沢）
- 三春町
  - 福島県道297号斎藤下行合線（斎藤字場上田）
  - 福島県道57号郡山大越線（斎藤字町田）
  - 国道288号三春バイパス（雁木田（雁木田南交差点））
  - 福島県道144号谷田川三春線（雁木田）
  - 国道288号本線（八幡町（踊り場交差点） 終点）

### 道路施設
江持橋
（阿武隈川　須賀川市）
眼鏡橋
- 全長：25.0m
- 幅員：7.0m
- 竣工：1960年[4]

郡山市田村町守山字小性町から字前田に至り、一級水系阿武隈川水系谷田川支流の黒石川を渡る。橋上は上下対面通行で供用されているがセンターラインや歩道は整備されていない。
宮城橋
- 全長：45.0m
- 幅員：9.8m
- 竣工：1977年[5]

郡山市中田町高倉字古御舘、字宮ノ脇から字萩平に至り、一級水系阿武隈川水系大滝根川を渡る。
雁木田橋
（桜川　三春町）

### 沿線にある施設など
- 須賀川市民交流センターtette
- 翠ヶ丘公園
- イオンタウン須賀川
- 田村神社
- 小川蝦夷穴（蝦夷穴横穴墓群）
- BRITOMART（三春ハーブ花ガーデン）
- 三春大神宮